# Шульц, Константин Фёдорович
Константи́н Фёдорович фон Шульц (нем. Konstantin Paul Gottlieb v. Schillz), (31 октября (12 ноября) 1864, Кронштадт — 31 марта (13 апреля) 1904, Порт-Артур) — российский военный моряк, капитан 2-го ранга.
Автор противоминного «трала Шульца», стоявшего на вооружении флотов разных государств начиная с Русско-японской и до Второй мировой войны включительно. Один из ближайших помощников адмирала С. О. Макарова, участник его экспедиций, автор подавляющего большинства фото- и кинохроникальных документов, выполненных во время этих экспедиций. Участник Русско-японской войны. Старший флагманский минный офицер штаба командующего Тихоокеанской эскадрой адмирала С. О. Макарова. Организатор минной обороны Порт-Артура. Погиб рядом с адмиралом на броненосце «Петропавловск».
Потомственный дворянин, представитель остзе́йского дворянского рода. Евангелическо-лютеранского вероисповедания.

## Биография

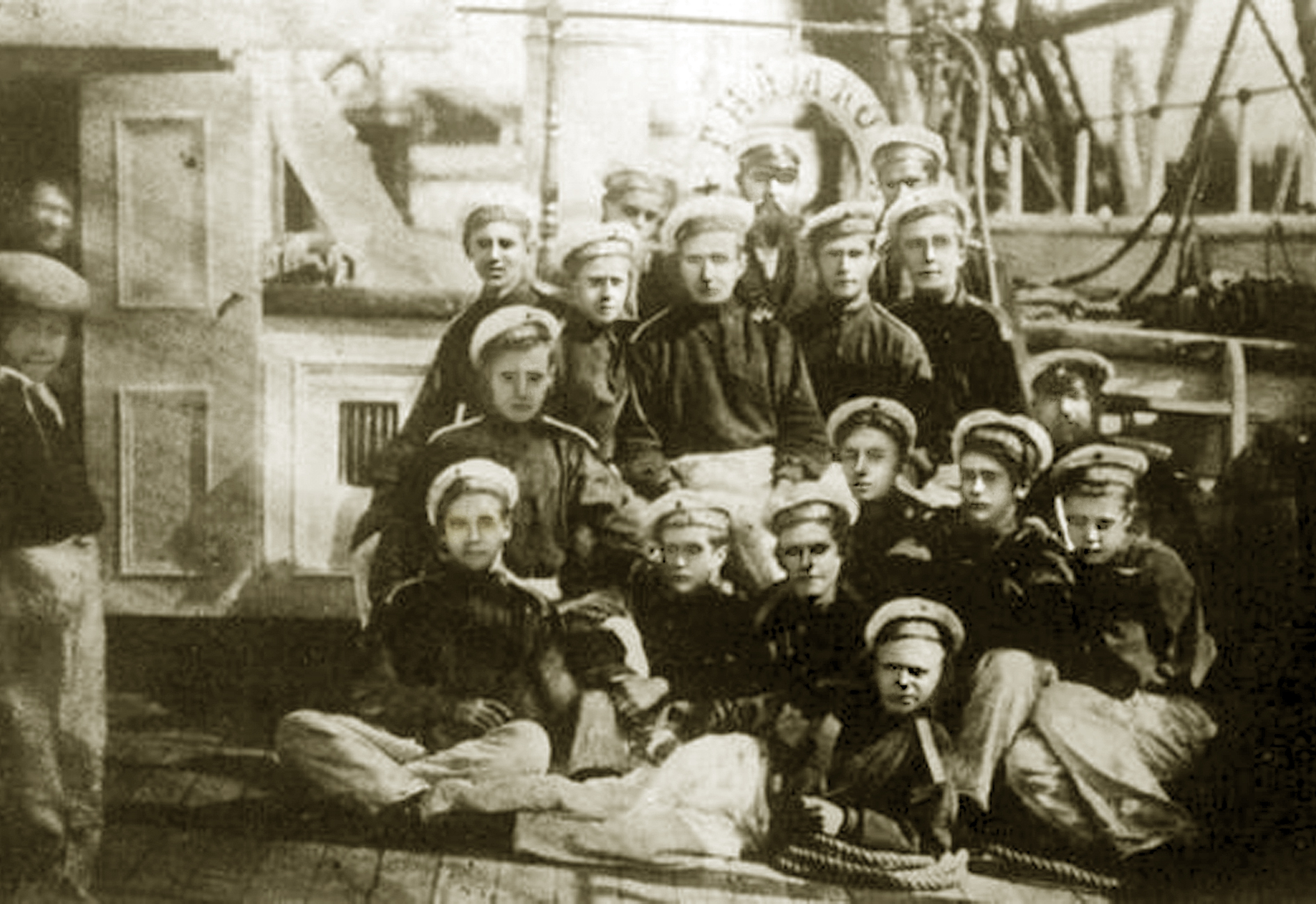
Гардемарины МУ в учебном плавании на корвете «Гиляк». В центре А. Н. Крылов. Первым справа сидит К. Ф. Шульц, рядом с ним Л. Б. Кербер. 1884 г.

Родился в Кронштадте, третьим сыном в многодетной семье морского офицера Фёдора Богдановича фон Шульца и его жены Эмилии урожд. фон Фохт (нем.: Emilie Henriette v. Voigt, 16.01.1832 — 15.05.1889). Кроме двух старших братьев у Константина было ещё четыре сестры — одна из них родилась уже после Константина. С переводом отца в Петербург семья поселилась в доме 36 по Сергиевской улице, где Константин был определён в находившуюся поблизости немецкую гимназию Святой Анны (Annenschule) с реальным отделением.
Окончив гимназию, он по примеру старших братьев 16 сентября 1881 года поступил в Морское училище, где учился в одной роте с такими в будущем выдающимися деятелями, как академик А. Н. Крылов, гофмейстер, товарищ Министра торговли и промышленности С. П. Веселаго, морской офицер, флагманский артиллерист А. К. Мякишев, адмирал Л. Б. Кербер. С последним Константина связывала особая дружба, продлившаяся всю его дальнейшую жизнь.
В училище особыми успехами не отличался, но обращал на себя внимание сноровкой и находчивостью во время учебных плаваний. В своих воспоминаниях А. Н. Крылов описывает случай, когда во время артиллерийского салюта в честь посетившего Практическую эскадру Александра III один из воспитанников в последний момент предотвратил случайный боевой выстрел в направлении яхты императора. Этим воспитанником был Константин.
К. Ф. Шульц был выпущен мичманом в 1-й флотский Его Императорского Высочества генерал-адмирала экипаж 1 октября 1884 года.

### Кругосветное плавание на корвете «Витязь»
В 1885 года по инициативе С. О. Макарова К. Ф. Шульц был назначен на строящийся корвет «Витязь». В тот год Макаров набирал экипаж для необычного плавания. Кругосветное путешествие, которое командование рассматривало как рядовой заграничный поход, предназначенный для боевой подготовки команды, он собирался превратить в полноценную научную экспедицию. Основную ставку Макаров делал на молодых инициативных офицеров. Получив карт-бланш от Морского ведомства, он отобрал восемь человек из числа мичманов последних двух выпусков Морского училища. Каждого он знал лично с тех пор, как командовал Практической эскадрой Балтийского моря, предназначенной для учебных плаваний воспитанников и гардемаринов Морского училища.
В кругосветное плавание корвет «Витязь» вышел 31 августа 1886 года. С первого дня по программе Макарова начались гидрографические и гидрологические исследования. Они проводились и в Балтийском море, и в Атлантике, но, главным образом, в Тихом океане, морях Дальнего Востока. Каждый офицер имел свой круг обязанностей и своих помощников из числа нижних чинов. Некоторые наблюдения выполнялись каждые четверть часа независимо от погоды и времени суток. Особенно эффективно потрудились моряки корвета в Японском море. Задача была сформулирована следующим образом: найти в российских водах на Дальнем Востоке места, удобные для организации баз флота. Такие бухты были обнаружены в заливе Петра Великого (в юго-западной его части — заливе Посьета). Экипаж «Витязя» решил отметить наиболее отличившихся своих товарищей. При описании бухты Св. Троицы, один из мысов был назван именем К. Шульца.
Сейчас хорошо известен другой «мыс Шульца», который нередко ошибочно связывают с именем Константина. Он находится в том же заливе Петра Великого на входе в соседнюю бухту. Её тоже подробно исследовали офицеры Макарова и назвали бухтой «Витязь». Но «мыс Шульца», отделяющий бухту от залива, носил это имя гораздо раньше — начиная с 1863 года. Он был так назван в честь отца Константина — Ф. Б. фон Шульца.

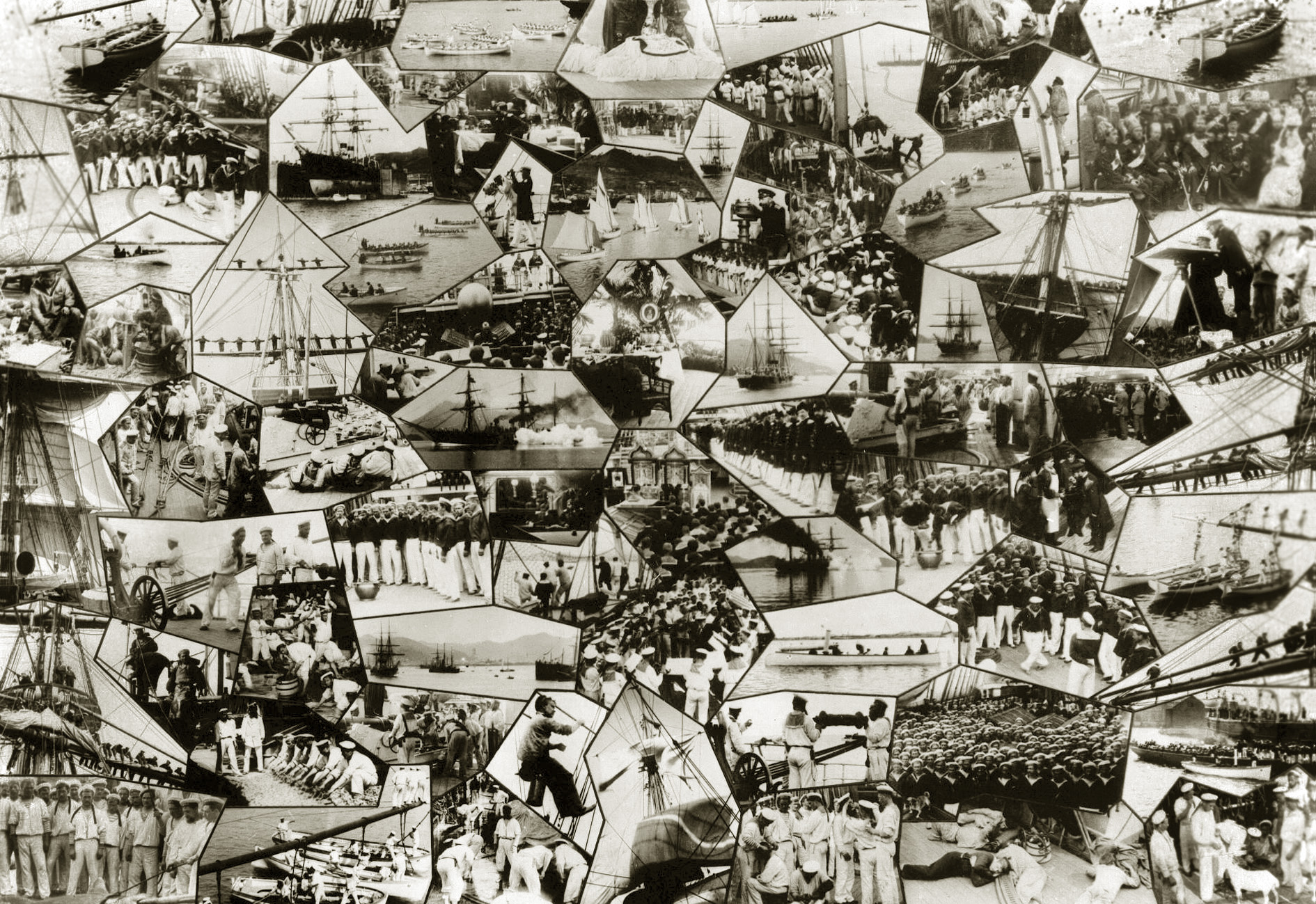
Авторский коллаж из фотографий К. Шульца, сделанных в период плавания на «Витязе»

На корвете у К. Шульца была ещё одна обязанность. Профессионально владея фотографией, он помимо научной работы, занимался созданием фотохроники путешествия. Интересное свидетельство по этому поводу оставил бывший юнга Н. В. Иениш: 
Совершенно изгладилось из памяти имя офицера, занимавшегося на судне фотографией, хотя хорошо помню его облик. Он производил великолепные снимки своим большим аппаратом с двойным растяжением меха и сложной системой ног. Помню хорошо, какую он со своими помощниками-матросами выполнял эквилибристику в рангоуте, на марсе, салинге или бушприте на ходу судна под парусами, иногда при значительном волнении и размахах судна. Макаров с большим интересом относился к этой работе на ходу и лично тогда управлял кораблем, то на переднем мостике, то на полу-юте, обмениваясь с фотографом сигналами рукой или голосом в мегафон.
 Завершив путешествие на «Витязе», Макаров опубликовал обширный труд, который так и назывался: «„Витязь“ и Тихий океан». В нём он отдал должное всем участникам этой экспедиции: 
Я с великим удовольствием упоминаю молодых наблюдателей по старшинству: мичман Мечников, Митьков, Максутов, Кербер, Шульц, Шаховский, Пузанов и Небольсин. Особенно же много потрудился младший штурман подпоручик Игумнов.

### Минный офицер. На Дальнем Востоке
После возвращения в Кронштадт, по инициативе Макарова наиболее отличившиеся из мичманов были назначены слушателями в Минные офицерские классы (МОК). В то время специальность минного офицера рассматривалась на флоте едва ли не самой привилегированной. В МОК преподавали ведущий специалист по электромагнетизму профессор Ф. Ф. Петрушевский, читали курсы И. М. Чельцов и А. С. Попов. Шульц был зачислен в МОК 1 сентября 1889 года и выпущен в минные офицеры 2-го класса ровно через год, 7 сентября 1890 года.
Летнюю кампанию 1891 года Шульц провел в плавании по Финскому заливу командиром миноноски № 68 (до 1886 года «Чайка»). На ней до глубокой осени он занимался испытаниями самодвижущихся мин Уайтхеда, а затем до начала кампании 1892 года преподавал в минной школе для нижних чинов.

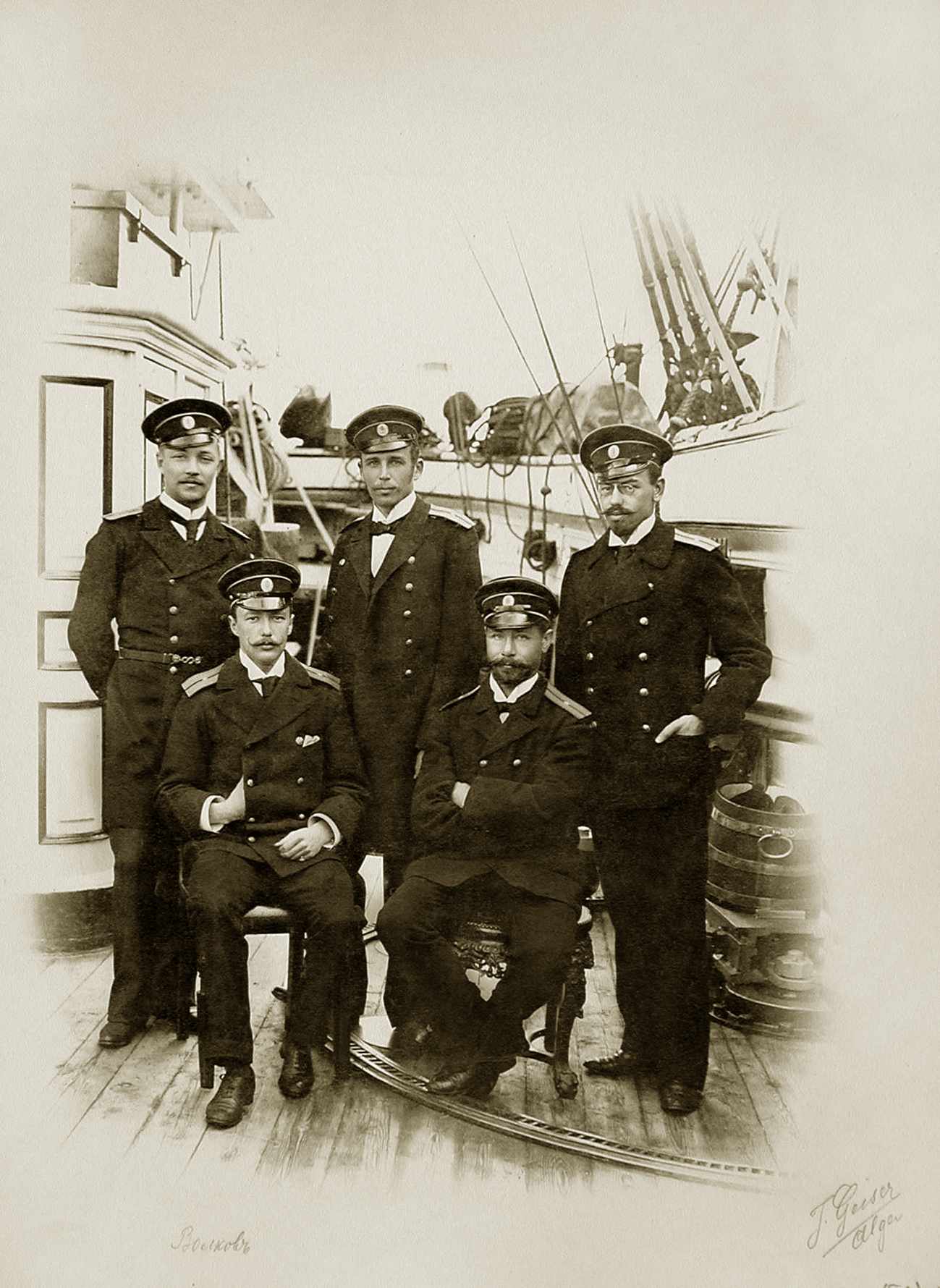
К. Шульц (сидит справа) на крейсере «Разбойник». Слева — Н. А. Волков. 1893 г.

Весной 1892 года Шульц был назначен минным офицером на парусно-винтовой крейсер 2-го ранга «Разбойник», где 30 августа произведён в лейтенанты. До осени крейсер находился в учебном плавании по Балтийскому морю, а 1 октября убыл на Дальний Восток, где вошёл в состав Тихоокеанской эскадры. Здесь в июне 1893 года Щульц столкнулся с крайне горестным событием. В Японском море у порта Лазарева (восточное побережье Кореи) оказался на камнях его бывший корабль — корвет «Витязь». Крейсер «Разбойник» активно участвовал в спасательной операции, которая продолжалась около месяца. Однако спасти судно не удалось, хотя большая часть оснащения была демонтирована и свезена на берег. Прошло ещё немного времени и корпус корвета был окончательно разбит о скалы.
20 ноября 1893 года Шульцу было присвоено звание минного офицера 1-го класса. Годом позже, в связи с усложнившейся обстановкой на Дальнем Востоке из-за военного конфликта между Японией и Китаем, сюда дополнительно прибыла небольшая эскадра под командованием контр-адмирала Макарова. В январе 1895 года командование временно перевело Шульца старшим минным офицером на крейсер «Адмирал Корнилов», поручив ему исследовать в Порт-Артуре воздействие японских снарядов на броню китайского броненосца «Чжень-Юань». Полученные результаты были высоко оценены Макаровым и учтены им при выработке тактики действий эскадры во время Русско-японской войны.
В июле 1895 года Шульц вернулся на крейсер «Разбойник» и в мае 1896 года возвратился на нём в Кронштадт. Макаров, вновь возглавивший Практическую эскадру Балтийского моря, был уже здесь и настоял на том, чтобы Шульц получил назначение флагманским минным офицером в его штаб. С этого момента вся дальнейшая его судьба была связана с именем прославленного флотоводца.

### На ледоколе «Ермак»
Свой флаг Макаров держал на броненосце «Пётр Великий» — здесь находился и его штаб. В новой должности Шульц начал с того, что по заданию Макарова разработал тактику боевого взаимодействия миноносцев в составе эскадры. До этого, в соответствии с расписанием флота, миноносцы действовали самостоятельно, в состав эскадры не входили и командующему эскадрой не подчинялись.
В те годы Макаров был захвачен идеей освоения Северного морского пути — он считал его кратчайшим, а главное, независимым маршрутом на Дальний Восток. Понимая, что без тяжёлых океанских ледоколов эта идея неосуществима, вместе со своими двумя помощниками — капитаном 2-го ранга М. П. Васильевым и лейтенантом Шульцем (только этих двух офицеров Макаров действительно считал своими учениками) — он разработал подробное техническое задание на проектирование первого отечественного океанского ледокола. Летом 1897 года Макаров (вдвоём с Шульцем) предпринял рекогносцировочное плавание на пароходе «Иоанн Кронштадтский» из порта Вардё через Баренцево и Карское моря к Енисею. Возвратившись в Петербург, Макаров добился от правительства решения о строительстве судна, и в ноябре 1897 года в Великобритании на верфи победившей в открытом конкурсе судостроительной фирмы «Армстронг и Витворт» в Ньюкасле был заложен первый в мире ледокол арктического класса «Ермак». Наблюдать за строительством был командирован М. П. Васильев.

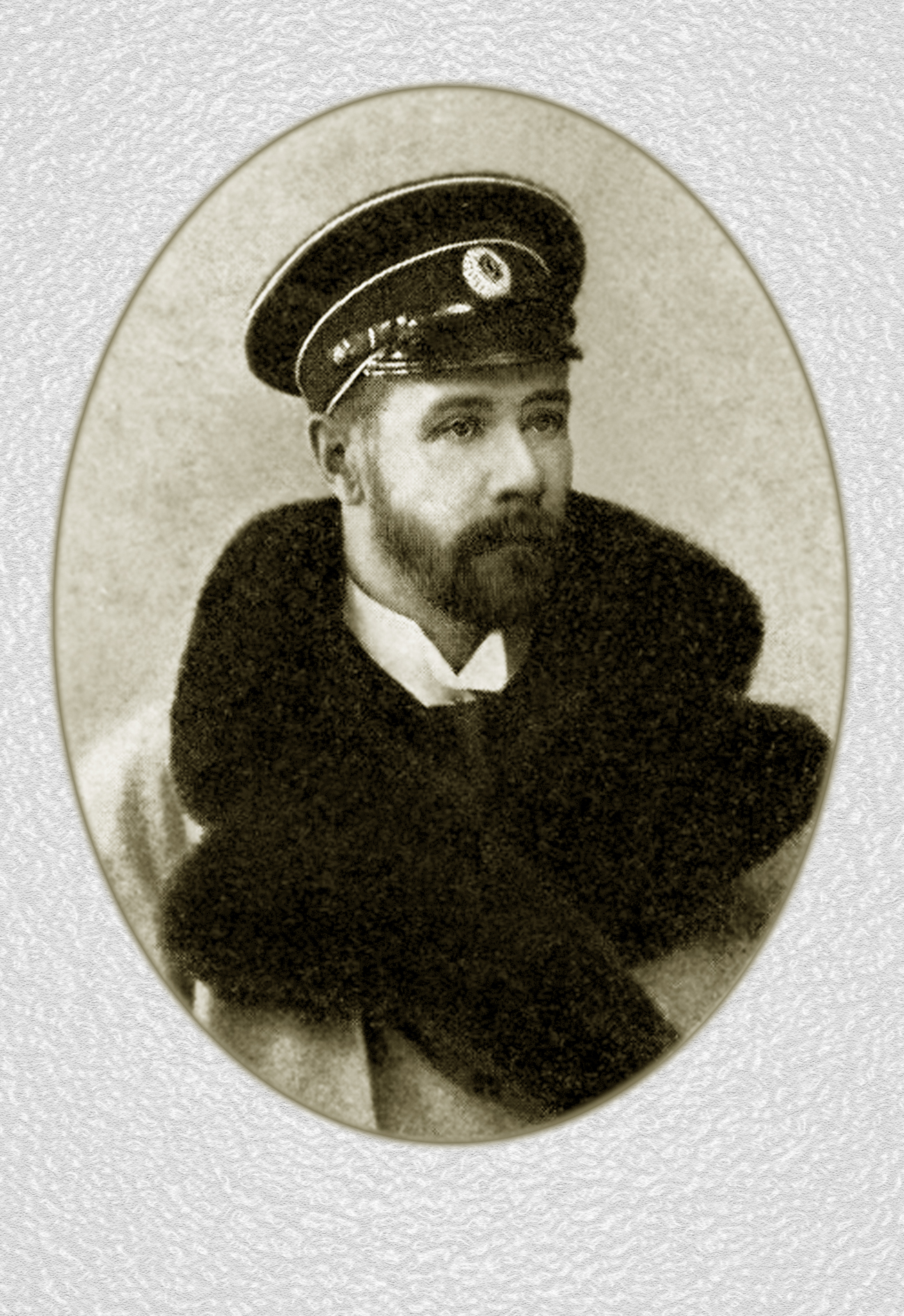
К. Ф. фон Шульц во время арктической экспедиции на «Ермаке» 1899 г.

Помимо работы над северным проектом Шульц в том же году разработал и испытал новый вариант трала для борьбы с якорными минами, который получил название «трал Шульца». Его главная особенность заключалась в том, что тралящая часть на заданной глубине удерживалась с помощью буйков и оттяжек. Чтобы во время буксировки она не всплывала, к ней крепились свинцовые грузы. Конструкция трала гарантировала от обрывов, так как его тралящая часть не соприкасалась с дном. Скорость траления возросла до шести узлов. Трал позволял буксировать мину на мелкое место, где всплывшую на поверхность, её можно было расстрелять или взорвать подрывным патроном. В 1898 году трал был принят на вооружение. В деле минной защиты «трал Шульца» составил целую эпоху. В боевых условиях он впервые нашёл применение в Русско-японской войне, после чего был принят на вооружение многих флотов мира. Трал активно применялся как в Первой, так и во Второй мировых войнах.
В начале 1899 года строительство ледокола было завершено и 21 февраля он вышел из Великобритании в Петербург. Командиром корабля был назначен капитан 2-го ранга М. П. Васильев, а старшим офицером — лейтенант Шульц.

Летом того же года «Ермак» совершил свои первые два арктических похода, научной частью экспедиций руководил Макаров. Шульц, помимо обязанностей старшего офицера, на борту ледокола занимался исследовательской работой и по традиции заведовал фотографическим делом. Специально для этого плавания он освоил киносъёмку и это был первый и вполне успешный случай применения на флоте кинематографии в научных целях. Макаров писал: 
Для делания кинематографического снимка лейтенант Шульц, приспособивший кинематограф к штативу от магнитного прибора, поставил его на лед в расстоянии около четырёхсот метров от судна на траверзе левой стороны носа. Световые условия были не особенно благоприятны. Когда кинематограф установили, ледокол отошел назад на половину своей длины, после чего был данный полный ход вперед…

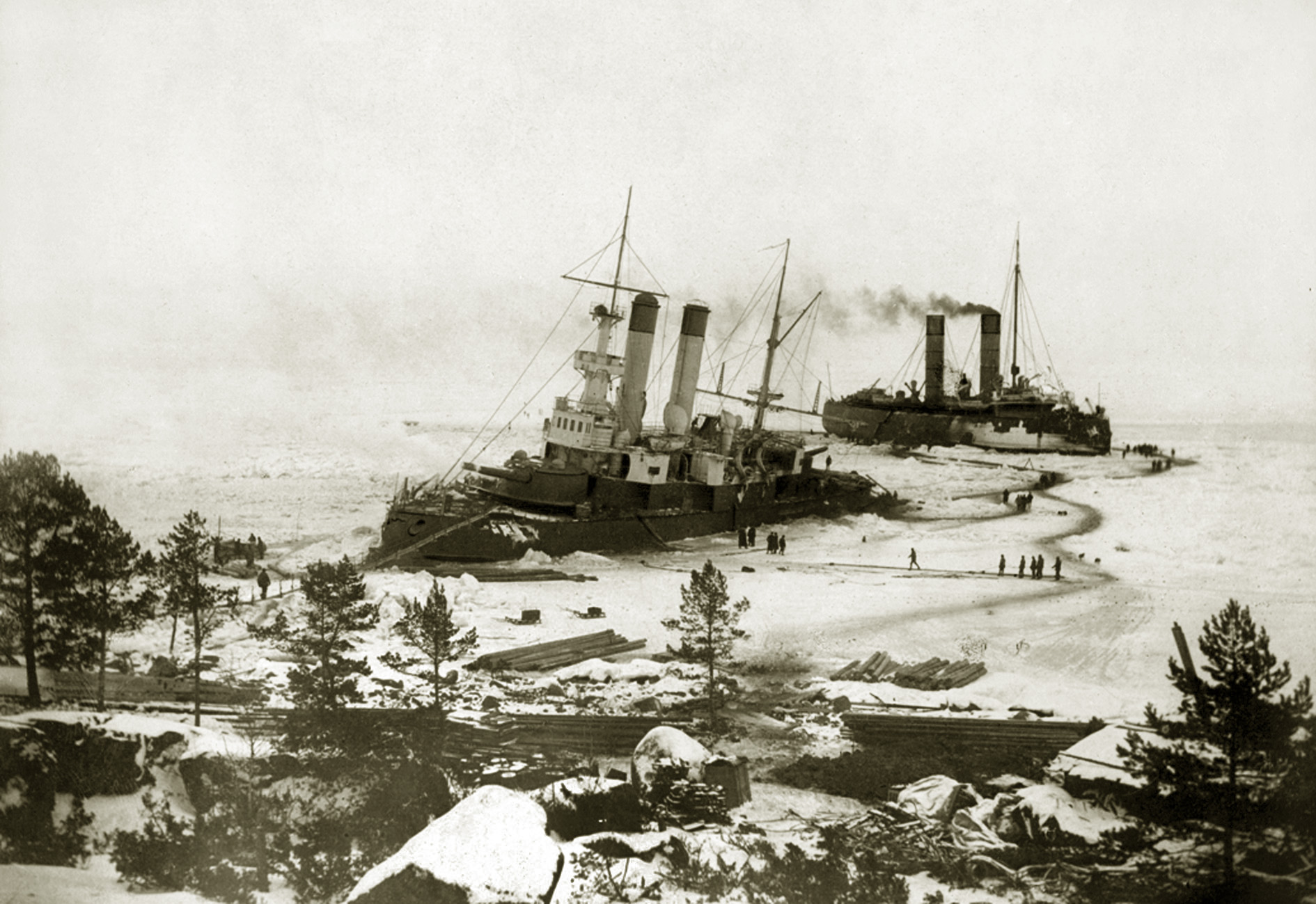
Ледокол «Ермак» при спасении броненосца «Генерал-адмирал Апраксин» у острова Гогланд. 1899—1900 гг.

Вернувшись из плавания в Северном Ледовитом океане, «Ермак» с конца 1899 года участвовал в многомесячной эпопее по снятию в Финском заливе с камней острова Гогланд броненосца береговой обороны «Генерал-адмирал Апраксин». В задачу ледокола входило постоянное обкалывание льда вокруг броненосца и обеспечение бесперебойной доставки грузов из Ревеля.
Спасение броненосца вошло в историю прежде всего благодаря тому, что 24 января 1900 года сооружённая на Гогланде станция беспроводной связи приняла сообщение от станции на острове Кусало (вблизи Котки) о рыбаках, терпящих бедствие на оторвавшейся льдине в Финском заливе. Шульц принимал участие в некоторых подготовительных мероприятиях для установления связи между островами.
За три перечисленные кампании «Ермак» стал настоящим любимцем и моряков, и людей, весьма далеких от флота. На Макарова и его ближайших помощников смотрели как на национальных героев. К ним благоволили многие государственные вельможи и сам Николай II. В мае 1900 года за «показание волшебным фонарём и кинематографом видов» императорской семье во время лекции Макарова об арктической экспедиции «Ермака» лейтенант Шульц был удостоен монаршей благодарности.
Авторитет Шульца покоился не только на императорском расположении и наградах, но прежде всего на уважении коллег — минных офицеров. В сентябре 1900 года, впервые «демократическим» путём, то есть подавляющим большинством голосов они избрали его минным специалистом в состав Технической комиссии Кронштадтского порта.

16 мая 1901 года «Ермак» отправился в своё новое арктическое плавание. Состав экспедиции во многом поменялся, но главные участники остались прежними: С. О. Макаров, М. П. Васильев и К. Ф. Шульц. Маршрут пролегал из Балтийского, через Северное, Норвежское, Гренландское и Баренцево моря к северной оконечности Новой Земли и далее через Карское море к устью Енисея. Эту экспедицию Макаров рассчитывал осуществить двумя океанскими ледоколами, но денег на строительство второго правительство так и не выделило. В том плавании, когда «Ермак» оказался затёрт льдами и особенно остро нуждался в помощи второго ледокола, в письме от 11 июня он писал: 
Лейтенант Шульц может заказать ледокол, наблюдать за постройкой и впоследствии командовать им.
 Возможно, по этой причине амбициозным планам Макарова по покорению Арктики так и не суждено было осуществиться. Из-за плотных паковых льдов пробиться в Карское море с северной оконечности Новой Земли не удалось. В результате участники экспедиции не увидели открытые годом раньше островов Цивольки, три из которых и поныне носят имена Макарова, Шульца и Васильева. Пришлось ограничиться посещением Земли Франца-Иосифа, что само по себе было огромным достижением. Мечта Макарова сбылась лишь в 1916 году, когда там же в Ньюкасле был спущен на воду однотипный «Ермаку» ледокол «Святогор» (в советское время — «Красин»).
После возвращения ледокола в Петербург недруги Макарова сумели представить его экспедицию как провальную и добились того, чтобы «Ермак» был выведен из-под его подчинения. Как следствие этого, осенью 1901 года Шульца назначили командиром канонерской лодки береговой обороны «Мина» (бывшая канонерская лодка «Опыт»). В прошлом боевой корабль, выполнял теперь функцию плавучей лаборатории. Усилиями Константина Фёдоровича и под руководством А. С. Попова на «Мине» была создана первая корабельная радиорубка, испытаны различные варианты антенн. Уже через год Шульц организовал оснащение радиорубками боевых кораблей всего Балтийского флота. Почти параллельно подобные работы стали проводиться и в Тихоокеанской эскадре, находящейся в Порт-Артуре. К началу Русско-японской войны подавляющая часть российских военных кораблей была оборудована радиосвязью, а Шульц, к тому же, создал организационно-техническое обоснование службы радиосвязи на флоте. Возможно, с его лёгкой руки вплоть до Октябрьской революции 1917 года за эту службу на военных судах отвечали именно минные офицеры.
Кроме радио, Шульц испытал на своей канонерке систему постановки контрмин с созданным им оригинальным запальным приспособлением, которое действовало от давления, развиваемого взрывом соседней контрмины. Так Шульц впервые решил вопрос об одновременном подрыве контрмин без проводников. Последующие опыты показали, что контрмины с зарядом в 216 кг влажного пироксилина разрушали корпуса соседних мин на расстоянии до 60 метров. Ряд контрмин, сброшенных с промежутком в 38 метров, взрывался почти одновременно после того, как посредством бикфордова шнура подрывалась последняя сброшенная с борта корабля мина. Сто контрмин могли надежно очистить проход шириной 0,5 кабельтова и длиной в две мили. Как и трал, система контрмин, предложенная Шульцем, была принята на вооружение в Российском флоте уже в 1903 году.

### На броненосце «Петропавловск»
1 января 1904 года К. Ф. Шульцу было присвоено звание капитана 2-го ранга, а 27 января началась война с Японией. В тот же день вице-адмирал Макаров был назначен командующим Тихоокеанской эскадрой. Вместе с ним капитан 2-го ранга М. П. Васильев получил назначение старшим флагманским офицером, а капитан 2-го ранга К. Ф. Шульц — старшим флагманским минным офицером.

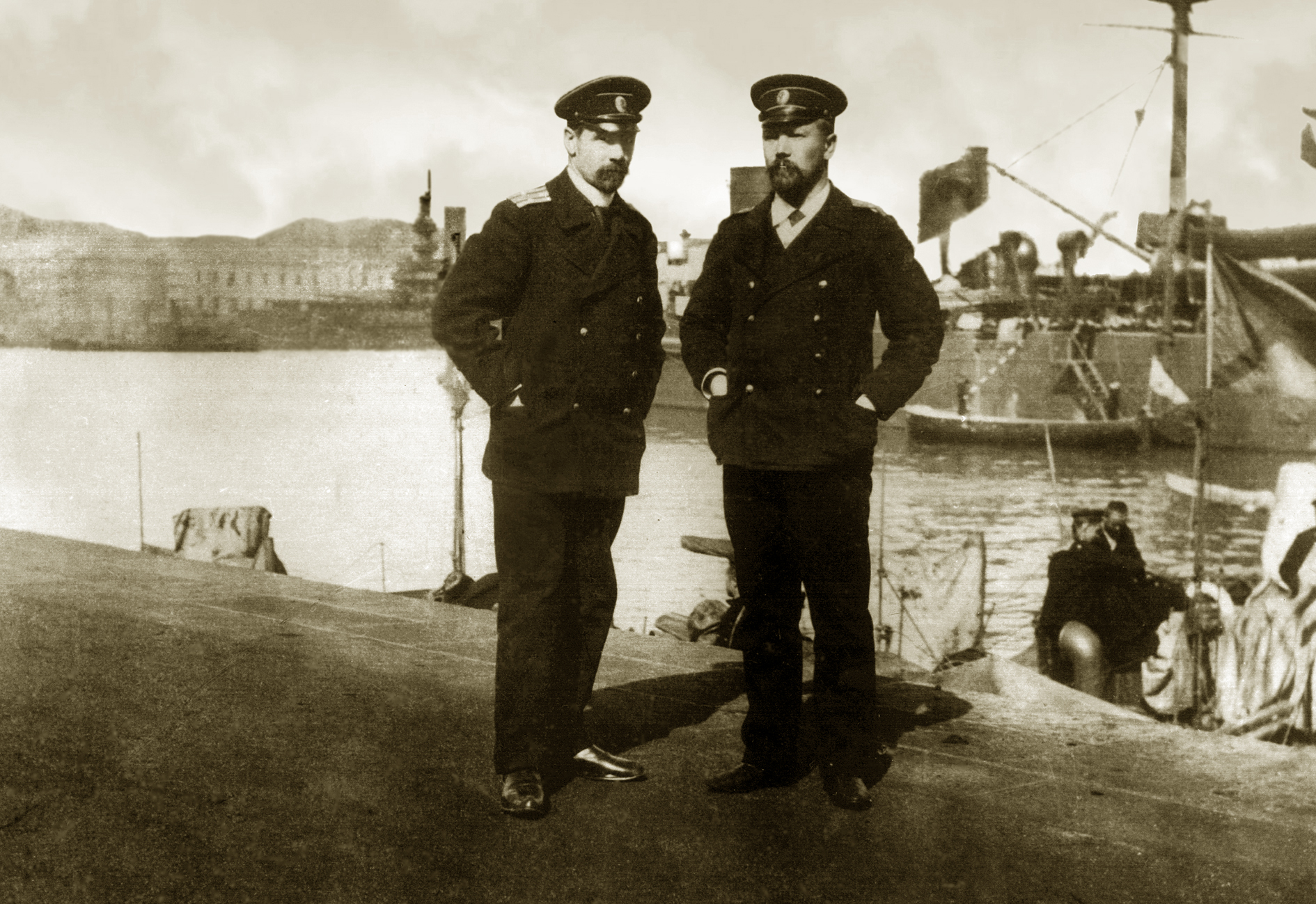
Константин Шульц (слева) с братом Михаилом в Порт-Артуре за несколько дней до гибели. Март 1904 г.

5 февраля 1904 года штаб Макарова поездом выехал на Дальний Восток. С приездом 24 февраля в Порт-Артур на Шульца были возложены обязанности по организации минной обороны флота. За короткое время он создал отряд минных тральщиков, который успешно проделывал проходы как в своих, так и вражеских минных заграждениях при каждом выходе эскадры в открытое море. Одновременно, ускоренными темпами было завершено оснащение кораблей эскадры радиосвязью, подготовлены радисты, создана первая организационная система радиосвязи и порядок радиообмена. В подготовленном Шульцем приказе командующего от 7 марта 1904 года впервые обращено внимание на необходимость соблюдения скрытности при выходе в эфир, а также перечислены элементарные сведения по пеленгации вражеских передатчиков. Тем самым впервые и именно на флоте во время Русско-японской войны были заложены основы радиолокации.
Так случилось, что в нарушение собственных приказов, спешно выводя 31 марта 1904 года эскадру на помощь ведущему неравный бой эсминцу «Страшный», Макаров не пустил впереди отряд тральщиков. Ещё досаднее, что он не протралил фарватер, когда уже спокойно возвращался на внутренний рейд Порт-Артура. В результате флагман эскадры — броненосец «Петропавловск» подорвался на мине и мгновенно ушёл под воду. Погибло более 650 человек, в том числе командующий эскадрой вице-адмирал С. О. Макаров и двое его верных товарищей — М. П. Васильев и К. Ф. Шульц.
Спустя девять лет после трагедии, при обследовании японскими водолазами затонувшего «Петропавловска», были подняты останки шести человек. По одной из двух официальных версий, останки одного из них принадлежали старшему флагманскому минному офицеру, капитану 2-го ранга Константину Фёдоровичу фон Шульцу.

## Семья
- жена: Антонина Евгеньевна фон Шульц (ур. Заозерская) — дочь флагманского инженер-механика, управляющего Пароходным заводом Евгения Михайловича Заозерского.
  - дети: дочери-двойняшки Милица и Маргарита. Родились 28.11.1901 г.
- Брат: Вильгельм Фёдорович фон Шульц — капитан 2-го ранга;
- Брат: Максимилиан Фёдорович фон Шульц — вице-адмирал;
- Сестра: Ольга Фёдоровна Кербер — жена вице-адмирала Людвига Бернгардовича фон Кербера;
- Сестра: Клара Фёдоровна Гарф — жена генерал-лейтенанта Евгения Георгиевича фон Гарфа;
- Двоюродный брат: Эвальд Карлович фон Шульц — капитан 1-го ранга.

## Память
- По имени К. Шульца назван мыс: «мыс Шульца» в бухте Св. Троицы залива Посьета Японского моря[18].
- По имени К. Шульца назван остров: «остров Шульца» в группе островов Цивольки в Карском море[18].

## Награды
- Серебряная медаль в память царствования императора Александра Третьего (1896)
- Серебряная медаль в память Святого Коронования (1899) года.
- Орден Святого Станислава 3-й степени (1899)
- Орден Святой Анны 3-й степени (1899)
- Орден Святого Станислава 2-й степени (1902)
- Знак в память окончания градусных измерений на острове Шпицберген (1902)
- Орден Почетного Легиона офицерского креста (Франция) (1903)